# Taça dos Clubes Campeões Europeus de 1967–68
A Taça do Campeões Europeus 1967–68 foi a décima terceira edição da Taça dos Campeões Europeus, o principal torneio de futebol da UEFA. A competição foi conquistada pelo Manchester United, que venceu o Benfica por 4-1 na final no Wembley em Londres. O título marcou o décimo ano desde o desastre aéreo de Munique, no qual oito jogadores da United foram mortos e seu treinador, Matt Busby, foi deixado perto da morte, um dia depois de ganhar as semi-finais da temporada 1957-58. Foi também a primeira vez que uma equipe inglesa ganhou o troféu. 
A regra dos gols fora foi introduzida, mas apenas para a primeira fase da competição. Os gols no tempo extra não foram incluídos na regra.
Celtic, o campeão da temporada passada, foi eliminado pelo Dynamo Kyiv na primeira fase.

## Primeira fase
| Equipe 1               | Total | Equipe 2        | 1.º jogo | 2.º jogo |
| ---------------------- | ----- | --------------- | -------- | -------- |
| Olympiakos Nicósia     | 3–5   | Sarajevo        | 2–2      | 1–3      |
| Manchester United      | 4–0   | Hibernians      | 4–0      | 0–0      |
| Celtic                 | 2–3   | Dínamo de Kiev  | 1–2      | 1–1      |
| Górnik Zabrze          | 4–0   | Djurgårdens     | 3–0      | 1–0      |
| Basel                  | 4–5   | Hvidovre        | 1–2      | 3–3      |
| Ajax                   | 2–3   | Real Madrid     | 1–1      | 1–2      |
| Skeid                  | 1–2   | Sparta Praga    | 0–1      | 1–1      |
| Karl-Marx-Stadt        | 2–5   | Anderlecht      | 1–3      | 1–2      |
| Dundalk                | 1–9   | Vasas           | 0–1      | 1–8      |
| Valur                  | 4–4¹  | Jeunesse Esch   | 1–1      | 3–3      |
| Glentoran              | 1–1²  | Benfica         | 1–1      | 0–0      |
| Saint-Étienne          | 5–0   | KuPS            | 2–0      | 3–0      |
| Beşiktaş               | 0–4   | Rapid Viena     | 0–1      | 0–3      |
| Eintracht Braunschweig | (w/o) | Dinamo Tirana   | –        | –        |
| Olympiacos             | 0–2   | Juventus        | 0–0      | 0–2      |
| Botev Plovdiv          | 2–3   | Rapid Bucureşti | 2–0      | 0–3      |

¹ Valur venceu no número de gols fora de casa.
² Benfica venceu no número de gols fora de casa.

### Esquema
| Fase Preliminar    | Fase Preliminar | Fase Preliminar | Fase Preliminar |  |                   | Primeira Fase  | Primeira Fase | Primeira Fase | Primeira Fase |  |  | Quartos-de-final  | Quartos-de-final | Quartos-de-final | Quartos-de-final |  |  | Meias-finais      | Meias-finais | Meias-finais | Meias-finais |  |  | Final             | Final |
|                    |                 |                 |                 |  |                   |                |               |               |               |  |  |                   |                  |                  |                  |  |  |                   |              |              |              |  |  |                   |       |
| Olympiakos Nicosia | 2               | 1               | 3               |  |                   |                |               |               |               |  |  |                   |                  |                  |                  |  |  |                   |              |              |              |  |  |                   |       |
| FK Sarajevo        | 2               | 3               | 5               |  |                   | FK Sarajevo    | 0             | 1             | 1             |  |  |                   |                  |                  |                  |  |  |                   |              |              |              |  |  |                   |       |
| Manchester United  | 4               | 0               | 4               |  | Manchester United | 0              | 2             | 2             |               |  |  |                   |                  |                  |                  |  |  |                   |              |              |              |  |  |                   |       |
| Hibernians FC      | 0               | 0               | 0               |  |                   |                |               |               |               |  |  | Manchester United | 2                | 0                | 2                |  |  |                   |              |              |              |  |  |                   |       |
| Celtic Glasgow     | 1               | 1               | 2               |  |                   |                |               |               |               |  |  | Górnik Zabrze     | 0                | 1                | 1                |  |  |                   |              |              |              |  |  |                   |       |
| Dínamo Kiev        | 2               | 1               | 3               |  |                   | Dínamo Kiev    | 1             | 1             | 2             |  |  |                   |                  |                  |                  |  |  |                   |              |              |              |  |  |                   |       |
| Górnik Zabrze      | 3               | 1               | 4               |  | Górnik Zabrze     | 2              | 1             | 3             |               |  |  |                   |                  |                  |                  |  |  |                   |              |              |              |  |  |                   |       |
| Djurgårdens IF     | 0               | 0               | 0               |  |                   |                |               |               |               |  |  |                   |                  |                  |                  |  |  | Manchester United | 1            | 3            | 4            |  |  |                   |       |
| FC Basel           | 1               | 3               | 4               |  |                   |                |               |               |               |  |  |                   |                  |                  |                  |  |  | Real Madrid       | 0            | 3            | 3            |  |  |                   |       |
| Hvidovre           | 2               | 3               | 5               |  |                   | Hvidovre       | 2             | 1             | 3             |  |  |                   |                  |                  |                  |  |  |                   |              |              |              |  |  |                   |       |
| Ajax               | 1               | 1               | 2               |  | Real Madrid       | 2              | 4             | 6             |               |  |  |                   |                  |                  |                  |  |  |                   |              |              |              |  |  |                   |       |
| Real Madrid        | 1               | 2               | 3               |  |                   |                |               |               |               |  |  | Real Madrid       | 3                | 1                | 4                |  |  |                   |              |              |              |  |  |                   |       |
| Skeid              | 0               | 1               | 1               |  |                   |                |               |               |               |  |  | Sparta Praga      | 0                | 2                | 2                |  |  |                   |              |              |              |  |  |                   |       |
| Sparta Praga       | 1               | 1               | 2               |  |                   | Sparta Praga   | 3             | 3             | 6             |  |  |                   |                  |                  |                  |  |  |                   |              |              |              |  |  |                   |       |
| FC Karl-Marx-Stadt | 1               | 1               | 2               |  | Anderlecht        | 2              | 3             | 5             |               |  |  |                   |                  |                  |                  |  |  |                   |              |              |              |  |  |                   |       |
| Anderlecht         | 3               | 2               | 5               |  |                   |                |               |               |               |  |  |                   |                  |                  |                  |  |  |                   |              |              |              |  |  | Man United (a.p.) | 4     |
| Dundalk FC         | 0               | 1               | 1               |  |                   |                |               |               |               |  |  |                   |                  |                  |                  |  |  |                   |              |              |              |  |  | Benfica           | 1     |
| Vasas Budapest     | 1               | 8               | 9               |  |                   | Vasas Budapest | 6             | 5             | 11            |  |  |                   |                  |                  |                  |  |  |                   |              |              |              |  |  |                   |       |
| Valur (gf)         | 1               | 3               | 4               |  | Valur             | 0              | 1             | 1             |               |  |  |                   |                  |                  |                  |  |  |                   |              |              |              |  |  |                   |       |
| Jeunesse Esch      | 1               | 3               | 4               |  |                   |                |               |               |               |  |  | Vasas Budapest    | 0                | 0                | 0                |  |  |                   |              |              |              |  |  |                   |       |
| Glentoran FC       | 1               | 0               | 1               |  |                   |                |               |               |               |  |  | Benfica           | 0                | 3                | 3                |  |  |                   |              |              |              |  |  |                   |       |
| Benfica (gf)       | 1               | 0               | 1               |  |                   | Benfica        | 2             | 0             | 2             |  |  |                   |                  |                  |                  |  |  |                   |              |              |              |  |  |                   |       |
| Saint-Étienne      | 2               | 3               | 5               |  | Saint-Étienne     | 0              | 1             | 1             |               |  |  |                   |                  |                  |                  |  |  |                   |              |              |              |  |  |                   |       |
| KuPS               | 0               | 0               | 0               |  |                   |                |               |               |               |  |  |                   |                  |                  |                  |  |  | Benfica           | 2            | 1            | 3            |  |  |                   |       |
| Beşiktaş           | 0               | 0               | 0               |  |                   |                |               |               |               |  |  |                   |                  |                  |                  |  |  | Juventus          | 0            | 0            | 0            |  |  |                   |       |
| Rapid Viena        | 1               | 3               | 4               |  |                   | Rapid Viena    | 1             | 0             | 1             |  |  |                   |                  |                  |                  |  |  |                   |              |              |              |  |  |                   |       |
| Braunschweig       | -               | -               | (w)             |  | Braunschweig      | 0              | 2             | 2             |               |  |  |                   |                  |                  |                  |  |  |                   |              |              |              |  |  |                   |       |
| Dinamo Tirana      | -               | -               | (o)             |  |                   |                |               |               |               |  |  | Braunschweig      | 3                | 0                | 3 0              |  |  |                   |              |              |              |  |  |                   |       |
| Olympiakos         | 0               | 0               | 0               |  |                   |                |               |               |               |  |  | Juventus (Des.)   | 1                | 2                | 3 1              |  |  |                   |              |              |              |  |  |                   |       |
| Juventus           | 0               | 2               | 2               |  |                   | Juventus       | 1             | 0             | 1             |  |  |                   |                  |                  |                  |  |  |                   |              |              |              |  |  |                   |       |
| PFC Botev Plovdiv  | 2               | 0               | 2               |  | Rapid Bucareste   | 0              | 0             | 0             |               |  |  |                   |                  |                  |                  |  |  |                   |              |              |              |  |  |                   |       |
| Rapid Bucareste    | 0               | 3               | 3               |  |                   |                |               |               |               |  |  |                   |                  |                  |                  |  |  |                   |              |              |              |  |  |                   |       |

## Segunda fase
| Equipe 1       | Total | Equipe 2               | 1.º jogo | 2.º jogo |
| -------------- | ----- | ---------------------- | -------- | -------- |
| Sarajevo       | 1–2   | Manchester United      | 0–0      | 1–2      |
| Dínamo de Kiev | 2–3   | Górnik Zabrze          | 1–2      | 1–1      |
| Hvidovre       | 3–6   | Real Madrid            | 2–2      | 1–4      |
| Sparta Praga   | 6–5   | Anderlecht             | 3–2      | 3–3      |
| Vasas          | 11–1  | Valur                  | 6–0      | 5–1      |
| Benfica        | 2–1   | Saint-Étienne          | 2–0      | 0–1      |
| Rapid Vienna   | 1–2   | Eintracht Braunschweig | 1–0      | 0–2      |
| Juventus       | 1–0   | Rapid Bucureşti        | 1–0      | 0–0      |

## Quartas-de-final
| Equipe 1               | Total | Equipe 2      | 1.º jogo | 2.º jogo |
| ---------------------- | ----- | ------------- | -------- | -------- |
| Manchester United      | 2–1   | Górnik Zabrze | 2–0      | 0–1      |
| Real Madrid            | 4–2   | Sparta Praga  | 3–0      | 1–2      |
| Vasas                  | 0–3   | Benfica       | 0–0      | 0–3      |
| Eintracht Braunschweig | 3–3¹  | Juventus      | 3–2      | 0–1      |

¹ Juventus venceu o Eintracht Braunschweig por 1–0 na partida de desempate.

### Jogos de ida
| 28 de Fevereiro de 1968 | Manchester United               | 2 – 0  | Górnik Zabrze | Old Trafford, Manchester                              |
|                         | Florenski 60' (o.g.) · Kidd 90' | Report |               | Público: 63,456 Árbitro: José María Ortiz de Mendibil |

| 6 de Março de 1968 | Real Madrid           | 3 – 0  | Sparta Praga | Santiago Bernabéu Stadium, Madrid    |
|                    | Amancio 62', 63', 68' | Report |              | Público: 120,000 Árbitro: Jim Finney |

| 6 de Março de 1968 | Vasas | 0 – 0  | Benfica | Népstadion, Budapest                               |
|                    |       | Report |         | Público: 36,394 Árbitro: Kurt Waldemar Tschenscher |

| 31 de Janeiro de 1968 | Eintracht Braunschweig          | 3 – 2  | Juventus                     | Eintracht-Stadion, Braunschweig       |
|                       | Kaack 28' · Dulz 37' · Berg 38' | Report | Kaack 10' (o.g.) · Sacco 81' | Público: 29,963 Árbitro: Gilbert Droz |

### Jogos de volta
| 13 de Março de 1968 | Górnik Zabrze | 1 – 0  | Manchester United | Silesian Stadium, Chorzów                  |
|                     | Lubański 70'  | Report |                   | Público: 77,649 Árbitro: Concetto Lo Bello |

| 20 de Março de 1968 | Sparta Praga           | 2 – 1  | Real Madrid | Stadion Dr. Václava Vacka, Praga         |
|                     | Kvašňák 36' · Dyba 45' | Report | Gento 57'   | Público: 40,431 Árbitro: Hans Rademacher |

| 14 de Março de 1968 | Benfica                       | 3 – 0  | Vasas | Estádio da Luz, Lisboa                      |
|                     | Eusébio 48', 70' · Torres 77' | Report |       | Público: 49,336 Árbitro: Laurens van Ravens |

| 28 de Fevereiro de 1968 | Juventus              | 1 – 0  | Eintracht Braunschweig | Stadio Comunale, Turim                 |
|                         | Bercellino 88' (pen.) | Report |                        | Público: 37,918 Árbitro: Paul Schiller |

### Playoffs
| 20 de Março de 1968 | Juventus      | 1 – 0  | Eintracht Braunschweig | Wankdorf Stadium, Berna                   |
|                     | Magnusson 56' | Report |                        | Público: 44,700 Árbitro: Gottfried Dienst |

## Semifinais
| Equipe 1          | Total | Equipe 2    | 1.º jogo | 2.º jogo |
| ----------------- | ----- | ----------- | -------- | -------- |
| Manchester United | 4–3   | Real Madrid | 1–0      | 3–3      |
| Benfica           | 3–0   | Juventus    | 2–0      | 1–0      |

### Jogos de ida
| 24 de Abril de 1968 | Manchester United | 1 – 0  | Real Madrid | Old Trafford, Manchester                 |
|                     | Best 36'          | Report |             | Público: 62,562 Árbitro: Tofik Bakhramov |

| 9 de Maio de 1968 | Benfica                  | 2 – 0  | Juventus | Estádio da Luz, Lisboa               |
|                   | Torres 64' · Eusébio 70' | Report |          | Público: 69,375 Árbitro: Roger Barde |

### Jogos de volta
| 15 de Maio de 1968 | Real Madrid                         | 3 – 3  | Manchester United                          | Santiago Bernabéu Stadium, Madrid           |
|                    | Pirri 32' · Gento 41' · Amancio 45' | Report | Zoco 44' (o.g.) · Sadler 73' · Foulkes 78' | Público: 125,000 Árbitro: Antonio Sbardella |

| 15 de Maio de 1968 | Juventus | 0 – 1  | Benfica     | Stadio Comunale, Turim                   |
|                    |          | Report | Eusébio 66' | Público: 62,570 Árbitro: Rudolf Glöckner |

## Final
| 29 de maio de 1968 | Manchester United                       | 4 – 1 (pro) | Benfica   | Estádio de Wembley, Londres                    |
| 20:45              | Charlton 53', 99' · Best 93' · Kidd 94' | Relatório   | Graça 79' | Público: 92 225 Árbitro: ITA Concetto Lo Bello |

## Premiação
| Taça dos Campeões Europeus 1967-68 |
| Inglaterra                         |
| ---------------------------------- |
| Manchester United (1º título)      |

## Artilheiro
| Ranking | Nome            | Time          | Gols |
| ------- | --------------- | ------------- | ---- |
| 1       | Eusébio         | Benfica       | 6    |
| 2       | Francisco Gento | Real Madrid   | 5    |
| 2       | Paul Van Himst  | Anderlecht    | 5    |
| 2       | Václav Mašek    | Sparta Prague | 5    |